# Gerard Murphy
Gerard Murphy (* 14. Oktober 1948 in Newry, Nordirland; † 26. August 2013 in Cambridge, England) war ein britischer Film- und Theaterschauspieler.

## Leben
Murphy begann seine Theaterkarriere Anfang der 1970er Jahre am Citizens Theatre in Glasgow und wurde zu dieser Zeit auch als Film- und Fernsehdarsteller aktiv. Er spielte im Lauf der Jahre zahlreiche Rollen mit der Royal Shakespeare Company. 1995 spielte er den Piraten Nord im Endzeitfilm Waterworld. 2005 war er als Richter Faden in Batman Begins zu sehen. Weitere Stationen in der Theaterwelt waren das Royal Exchange Theatre in Manchester und das Musical Amadeus, wo er 2007 als Salieri mitspielte. Noch 2012 spielte er seine letzten Film- und Theaterrollen. Er starb 2013 an Prostatakrebs.

## Filmografie (Auswahl)
- 1979: My Son, My Son (Miniserie, 5 Folgen)
- 1985: Sacred Hearts
- 1988: Doctor Who (Fernsehserie, 3 Folgen)
- 1995: Waterworld
- 1995–1998: McCallum – Tote schweigen nicht (McCallum, Fernsehserie, 9 Folgen)
- 1998: Vanity Fair (Miniserie, 3 Folgen)
- 1999–2000: The Scarlet Pimpernel (Fernsehserie, 5 Folgen)
- 2005: Batman Begins
- 2009: Pumpgirl
- 2012: The Comedian